# Офросимова, Настасья Дмитриевна
Настасья Дмитриевна Офросимова или Афросимова, урождённая Лобкова  (1753—1826) — московская барыня, знаменитая своим эксцентричным поведением. Прототип двух запоминающихся второстепенных персонажей русской классики — Марьи Дмитриевны Ахросимовой из «Войны и мира» и Хлёстовой из «Горя от ума».

## Происхождение
Племянница московского главнокомандующего М. Н. Волконского и внучатая племянница великого канцлера Бестужева, Настасья Дмитриевна была в родстве с половиной барской Москвы. Её отец Дмитрий Петрович Лобков (1717—1762) в правление Елизаветы Петровны руководил шпалерной мануфактурой. Мать Анна Никитична, дочь князя Никиты Волконского и Аграфены Бестужевой, скончалась, когда Настасье было три года. В 1802 г. Настасья обновила надгробие матери в Ямской Крестовоздвиженской церкви.
Рано потеряв родителей, Настасья Лобкова воспитывалась с сестрами у одной из теть — бездетной и рано овдовевшей княгини Евдокии Зотовны Несвицкой, пока не вышла замуж за Павла Афанасьевича Офросимова (Афросимова, 1752—1817), боевого генерала времен Потёмкина, «которого она, как сама признавалась, тайно похитила из отцовского дома к венцу». Муж был у неё в полном подчинении.

## Репутация
Пётр Андреевич Вяземский писал о ней: «Настасья Дмитриевна Офросимова была долго в старые годы воеводою на Москве, чем-то вроде Марфы Посадницы, но без малейших оттенков республиканизма. В московском обществе имела она силу и власть. Силу захватила, власть приобрела она с помощью общего к ней уважения. Откровенность и правдивость её налагали на многих невольное почтение, на многих страх. Она была судом, пред которым докладывались житейские дела, тяжбы, экстренные случаи. Она и решала их приговором своим. Молодые люди, молодые барышни, только что вступившие в свет, не могли избегнуть осмотра и, так сказать, контроля её. Матери представляли ей девиц своих и просили её, мать-игуменью, благословить их и оказывать им и впредь своё начальническое благоволение».

Пыляев: Настасья Дмитриевна Офросимова была старуха высокая, мужского склада, с порядочными даже усами; лицо у неё было суровое, смуглое, с черными глазами; словом, тип, под которым дети обыкновенно воображают колдунью.
Свербеев в своих воспоминаниях рассказывает: «Вторая из барынь крупной бесспорно величины была Настасья Дмитриевна Офросимова, переехавшая после своего вдовства из Москвы в Петербург для бдительного надзора за гвардейской службой своих двух или трех сыновей, из коих младшему, капитану гвардии, было уже гораздо за 30 лет. Обращаясь нахально со всеми членами высшего московского и петербургского общества, детей своих держала она в страхе Божием и в порядке и говорила с любовию о их беспрекословном к ней повиновении: „У меня есть руки, а у них щеки“».
Гершензон цитирует письма Булгакова: «В 1822 году Офросимова, бывши в Петербурге, собиралась ехать назад в Москву; по этому поводу А. Я. Булгаков через брата предупреждал содержателя дилижансов между Петербургом и Москвою, Серапина, чтобы он оказал старухе всевозможное снисхождение,— „ибо она своим языком более может наделать заведению партизан вреда, нежели все жители двух столиц вместе. Жалею заранее о бедном Серапине“. Тот же Булгаков за год перед этим сообщает брату анекдот, может быть выдуманный московскими шутниками, но типичный для Офросимовой. Шел днем проливной дождь; в это время Настасья Дмитриевна почивала; под вечер видит — хорошая погода, велела заложить и поехала на гулянье; а там грязно; рассердилась старуха, подозвала полицмейстеров и ну их ругать: боитесь пыли и поливаете так, что грязь по колено,— подлинно, заставь дураков Богу молиться, так лоб разобьют».
О конце её жизни также сообщает Гершензон: «В декабре 1820 года её разбил паралич; она и в самой болезни грозно правила домом, заставляла детей по ночам дежурить около себя и записывать исправно и вечером рапортовать ей, кто сам приезжал, а кто только присылал спрашивать о её здоровье. Три недели спустя она вдруг, как тень, является на бал к Исленьевым,— это было на Рождестве,— и заявляет, что прогнала докторов и бросила лекарства: отложила леченье до Великого поста. Она умерла только пять лет спустя, 74 лет,— подобно мужу, „ухлопала себя невоздержанностью в пище“; перед смертью с большой твердостью диктовала дочери свою последнюю волю, даже в каком чепце её положить, и раздала много денег и наград».

### Владения
Владение её находилось в Старой Конюшенной — дом № 5 в нынешнем Чистом переулке (ныне Патриаршая резиденция в Чистом Переулке).
Также указывают, что усадьба Офросимовых была на Новинском бульваре — № 7. Это здание сгорело в 1990-х годах. В 2010 году московская мэрия объявила, что это здание будет воссоздано с нуля по сохранившимся фотографиям, и в нём разместится творческая мастерская народного художника Российской Федерации Василия Нестеренко.

## В литературе
- Маремьяна Бабровна Набатова — комедия «Вести, или живой убитый» (1807), Фёдор Ростопчин[8]
- Анфиса Ниловна Хлёстова — «Горе от ума», Александр Грибоедов
- Марья Дмитриевна Ахросимова — «Война и мир», Лев Толстой

### Опознание как прототипа
Николай Пиксанов в статье «Прототипы действующих лиц комедии „Горе от ума“» пишет: «Наиболее единодушны современники и историки в определении прототипа Анфисы Ниловны Хлёстовой, свояченицы Фамусова, тетки Софьи. Её оригиналом большинство называет Настасью Дмитриевну Офросимову, большую московскую барыню, известную своим умом, крутым характером, откровенностью и причудами. Она была чрезвычайно популярна в большом обществе тогдашней Москвы, и о ней сохранилось много рассказов и анекдотов».
Стахович, в своей книге «Клочки воспоминаний» (1904) пишет: «Старуху Хлестову я хорошо помню: это была Настасья Дмитриевна Офросимова… Её же под именем Марьи Дмитриевны Ахросимовой описал в „Войне и мире“ граф Лев Николаевич Толстой».
М. О. Гершензон, «Грибоедовская Москва»: «Знаменитую Настасью Дмитриевну Офросимову с фотографической точностью, вплоть до фамилии и закачиванья рукавов изобразил, как известно, Лев Николаевич Толстой в „Войне и мире“. Её же часто называют прототипом Хлестовой из „Горя от ума“. Нет сомнения, что Грибоедов должен был знать её. Сцена между Ахросимовой и Пьером совершенно верна, разве только Толстой облагородил свою Марью Дмитриевну и дал ей слишком мягкие манеры».

«Пример поистине поразительный: Мария Дмитриевна Ахросимова и „Горе от ума“ писаны якобы „портретно“ с одной и той же дамы. Толстой хотел найти красоту и поэзию — нашёл. Грибоедов хотел найти пошлость и безобразие — тоже нашёл.»
— Марк Алданов
Толстой в статье «Несколько слов по поводу книги „Война и мир“», в противоположность Грибоедову оценивает «причуды» и бесцеремонность этой московской «большой барыни» положительно: для него она образец независимости и здравости в оценках.

## Дети
- Афанасий Павлович (1782)
- Александр Павлович (1783—1846), товарищ А. И. Тургенева по университетскому пансиону, полковник, адъютант П. И. Багратиона; по словам современников, был большим оригиналом и картежником.
- Константин Павлович (1784—1852), генерал-майор, кавалер ордена св. Георгия 4-й степени.
- Андрей Павлович (1787—30.07.1839), штабс-капитан лейб-гвардии Финляндского полка, полковник; с 1827 года был женат на Екатерине Александровне Римской-Корсаковой (15.08.1800[10]—1854), овдовев, она в 1840 году стала женой давно влюблённого в неё композитора А. А. Алябьева.
- Владимир Павлович (1793—1830), в 1816 году прапорщик лейб-гвардии Финляндского полка, умер от холеры, женат на Софье Александровне Исленьевой.
- Елена (Ольга) Павловна (1794—1830), умерла от холеры.
- Михаил Павлович (1795—1801)
- Николай Павлович (1796)